# テコンV
テコンV（Taekwon V、태권V、태권브이）は、1976年に韓国で製作された、 日本のアニメである『マジンガーZ』や『グレートマジンガー』を模倣した劇場用巨大ロボットアニメ作品。
テコンVの『テコン』とは、戦闘スタイルのテコンドーから付けたものである。なお、当時の韓国は日本の大衆文化の流入が禁止されていた。

## 概要
韓国では1960年代 - 70年代生まれの男性を中心に人気を誇る作品で、シリーズ作品が何本か製作された。監督の金青基はこの作品で不動の名声を手に入れた。
主人公のキム・フン（김훈）はテコンドーの世界チャンピオンで、テコンドーを主とした格闘技系の技で戦う。子ども向けアニメの定石どおり、悪と戦う正義のヒーローだが、赤い星をモチーフとした敵組織が登場するなど反共アニメとしての一面も持つ。単にロボット同士の戦いだけでなく敵パイロットや、人間型アンドロイドとの理解関係や友情も描かれた。
日本での公開例は少ないが、1976年公開の第1作は2009年9月21日第二回したまちコメディ映画祭や、2009年11月7日シネマコリアで上映されている。また、2010年6月3日には同作品のデジタルリマスター版が8月7日から日本全国で劇場公開されることが報じられた。

## テコンVの能力・戦闘スタイル
スペック
全て日本公開時に公開された設定
全高 - 56m / 重量 - 1,400t / パワー - 8.95GW / 速度 - 歩行 20-30km/h / 走行 - 300km/h
飛行 - マッハ1.2 / 搭乗人員 - 2名
操縦方法
単独飛行可能な飛行艇・ツバメ号が頭部に合体し、メインパイロット席が本体内部に下降する。基本的に、頭にサブパイロットのユン・ヨンヒ（윤영희）が、胸の中にあるコクピットにパイロットのキム・フンが搭乗して、レバーやボタンなどを使って操縦する。
必殺技
危機に迫られた時、または必殺の一撃を出す時は、サブパイロットのユン・ヨンヒが特殊システムを稼動し、パイロットのキム・フンの動きを直接的にマシンに伝えることを実現する。これを渾然一体システムと言い、操縦者の脳波と動作をそのままマシンに伝えて必殺の一撃を与えることができる。だが、これによってパイロットは体力を大きく消耗するため、テコンVの最大の弱点でもある。
戦闘スタイル
戦闘スタイルはキム・フンのテコンドー技が入力されている機械操作による攻撃と、渾然一体のシステムを使うときのキム・フンの動作をトレースして繰り出される攻撃がある。どちらもテコンドーの技であり、足蹴りによる攻撃が特徴的である。
外観
顔デザインのモデルは李舜臣といわれている。

## 評価
韓国内でのテコンVの評価は「韓国ロボットアニメを動かした始発点」であり、それと同時に「日本アニメの盗作という点で反省すべき過去の象徴」でもあるという、複雑な心境をもたせる作品である。
テコンVは韓国国内で最初に作られた本格ロボットアニメであり、当時少なかった劇場版アニメの一つということで高く評価されている。テコンVによって韓国のアニメ市場は活気を得ることができ、それから多くの劇場版アニメが作られることになった。だがアニメに対する技術と企画力が足りなかった当時の韓国アニメ業界では十分な独創性のある作品は生まれづらい状況であり、また韓国のアニメ会社は主に日本の下請けを担当しており、日本の作品から多く影響を受けていると思われる作品が見られるようになった。それゆえ、この時代の韓国作品は韓国内においても敬遠されている。
現在「テコンV」は韓国アニメの国策的キャラクターになっている。2005年、韓国政府が制作した竹島のCMに、竹島の守護神として登場した。2006年7月24日、韓国政府は「第1号大韓民国ロボット登録証」を発行し、「テコンV」を正式に韓国国民として認めた。また2008年7月24日、「テコンV」は国連難民高等弁務官事務所（UNHCR）の韓国親善使節に任命された。

### 剽窃否定発言
デザインや設定などに日本の作品からの強い影響が見受けられ、剽窃作品であると考えられている。例えば「1〜4作目のテコンV」はマジンガーZと酷似しており、敵方ロボットにおいても、機動戦士ガンダム、マジンガーZ、伝説巨神イデオンなどによく酷似している。さらに「スーパーテコンV」のテコンVのデザインは、戦闘メカ ザブングルに登場するザブングルと似たデザインが使われていることが指摘されている。(スーパーテコンVからの作品はデザインが作品毎に違い、徐々に盗作要素は薄れる。)
以下に挙げる比較画像が分かりやすい。
- ビグロ
- アッガイ
- グフ([8])
- イデオン

金監督は『日本のアニメからヒントを得て、どうすれば元のアニメに似ないか苦悩しました』と言い、『いくら努力しても日本のアニメの印象が強すぎてこのように似ているデザインがいくつかできてしまったのも事実、自分の限界を感じさせられた』と認める一方、それが故意的なものではなかったとして剽窃を否定している。
2018年8月31日、ソウル中央地裁は株式会社ロボットテコンVとテコンVそっくりの玩具を製造した被告の著作権をめぐる問題で、「テコンVはマジンガーZの剽窃であり著作権の対象とならない」と主張する被告の反論を退け、「テコンVはマジンガーZと明らかな外見上の違いがあり、独立した著作物とみなされる」と判決を下した。

## テコンVに関する報道
- 2002年、9月8日放送の決定!これが日本のベスト100でテコンVが紹介された。
- 2005年、映画館向けCMの中でテコンVが復活した。本CMでは、テコンVは独島（竹島）を守る守護神という設定になっている。
- 2006年、7月24日韓国政府産業資源部は「第1号 大韓民国 ロボット登録証」を発行し、主役ロボット「テコンV」を正式に韓国国民として認めた（正確には住民登録証を発行した）。住民登録番号は「760724-R060724」で、『ロボットテコンV』が公開された1976年7月24日が生年月日とされている[11][12]。
- 2008年、実写映画化されることが発表された[13]。
- 2009年、第二回したまちコメディ映画祭で上映[14]。
- 2009年、全長約111メートルの『テコンV』建設計画発表（馬山市のロボットをテーマにしたテーマパーク『ロボットランド』）[15]
- 2012年、2月に実写映画の制作が資金不足を理由に中断、無期延期に[16]。
- 2018年7月、テコンVに酷似したブロック玩具を販売した業者に対して著作権を管理する株式会社ロボットテコンVが損害賠償を請求した訴訟の判決において、業者側の「テコンVは盗作であり、著作権法で保護される創作物には当たらない」との主張について、ソウル中央地裁は「テコンVはマジンガーZやグレートマジンガーとは区別される独立した著作物又はこれらを変形・脚色した二次的著作物に該当する」として著作権の存在を認め、4000万ウォンの支払いを命じた[17]。

## テコンVシリーズ
- 第1作や84テコンVなどの殆どの作品においてビデオ・DVDが発売されるなどして、容易に視聴できるがフィルムの状態は必ずしも良好な状態ではない。それに、テコンV宇宙作戦や水中特攻隊などの作品は、フィルムの状態が悪く、韓国国内においてもフィルムの版権について問題が発生しておりDVDも発売されておらず、韓国国内でも視聴することは困難である。
- ロボットテコンV（로보트태권V、1976年7月24日公開）
- テコンV宇宙作戦（로보트태권V 우주작전、1976年12月13日公開）
- テコンV水中特攻隊（로보트태권V 수중특공대、1977年7月20日公開）
- テコンVと黄金の翼の対決（로보트태권V와 황금날개의 대결、1978年7月26日公開）同じく金監督が製作した別作品「黄金の翼」とのコラボ映画である。
- スーパーテコンV（슈퍼태권V、1982年7月30日公開）テコンVがザブングルと酷似したデザインに変更される。
- '84テコンV（'84 로보트태권V、1984年8月3日公開）
- テコンV90（로보트태권V 90、1990年7月28日公開）テコンVシリーズにおける最後の作品。実写とアニメーションの体制をもって製作された。デザインに変更がある。

## 日本での展開

### 2010年・デジタルリマスター版
1976年に公開された劇場長編アニメ第1作『ロボットテコンV』をデジタルリマスター復元されたアニメ映画。日本では2010年8月7日よりシアターN渋谷でレイトショー上映。
キャッチコピーは「伝説のコリアンロボットアニメがついに日本公開!!」、「潰せ! 壊せ! ぶちのめせ! 世界の平和と愛のために!!」。
2003年4月にインターネガフィルムが発見された。しかし映写機にかけた瞬間に切れるほど破損が深刻であり、特に復旧不可能と判断された音楽と声優台詞は新たに録音された。

#### 登場キャラクター
- キム・フン
- カープ博士
- メリー
- ユン・ヨンヒ
- キム博士
- ユン博士
- マルコム将軍
- チョル少年

#### 声の出演
字幕版
- キム・ボミ
- キム・ボヨン
- キム・ヨンチャン
- ナム・ドヒョン
- チョン・チファ

日本語吹替版
- 高橋広樹
- ゆかな
- 高岡瓶々

#### スタッフ
- 原題 - 로보트태권V
- 英題 - Robot Taekwon V
- 監督 - キム・チョンギ
- 作品提供 - 5min Cine Communications
- 配給 - 『テコンV』配給委員会
- 字幕監修 - こども商事
- 提供 - TRASH-UP!!、岡本敦史

1976年版オリジナルスタッフ
- 制作 - ユ・ヒョンモク
- 企画 - キム・イルファン
- 演出 - キム・チョンギ
- 脚本 - チ・サンハク
- 音楽 - チェ・チャングォン
- 撮影 - チョ・ボクドン
- 編集 - ユン・ジヨン
- 音響効果 - キム・ボルレ
- 原画監督 - イム・ジョンギュ
- 制作部長 - キム・ヨンス
- テコンドー指導 - ユ・スンソン師範（ワンホ体育館）
- 合唱 - ミレネ合唱団
- 録音 - 漢陽録音室
- 現像 - 韓国天然色現像所

2007年復元版スタッフ
- 提供 - 映画振興委員会
- 制作 - 映画振興委員会、株式会社シンシネ
- 後援 - 文化観光省
- 協力 - 韓国映像資料院財団法人、春川文化産業振興財団、春川アニメーション博物館、財団法人ソウル産業通商振興院、ソウルアニメーションセンター
- 復元制作 - イ・チュンジク、アン・ジョンスク、シン・チョル、パク・ゴンソプ
- 企画 - キム・ヘジュン、パク・ソンウ、キム・ビョンホン
- 監修 - ユ・ヒョンモク、キム・チョンギ
- 制作技術指揮 - ユン・ジョンドゥ
- 復元指揮 - キム・ヨンフン
- 進行 - 映画振興委員会、イ・ワンホ、キム・ボヨン、株式会社シンシネ、株式会社ロボットテコンV、チャン・スンソン